# BZ20
BZ20 è il quinto album in studio del gruppo musicale pop irlandese Boyzone, pubblicato nel novembre 2013.

## Tracce
1. Love Will Save the Day – 3:12
2. Who We Are – 3:10
3. Everything I Own – 3:13
4. Centre of Gravity – 3:40
5. Heaven Is – 3:30
6. If We Try – 3:10
7. Nobody Knows – 4:12
8. Best Night of Our Lives – 3:02
9. Light Up the Night – 3:14
10. Rise – 3:12
11. The Hour Before Christmas – 3:51

## Formazione
- Ronan Keating
- Mikey Graham
- Keith Duffy
- Shane Lynch

## Classifiche
| Classifica (2013) | Posizione raggiunta |
| ----------------- | ------------------- |
| Regno Unito       | 6                   |